# Układ limbiczny

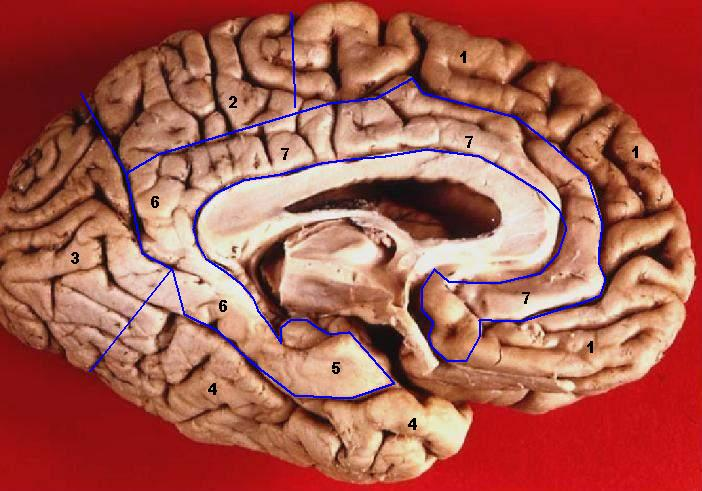
Struktury układu limbicznego:
1 – płat czołowy (łac. lobus frontalis)
2 – płat ciemieniowy (łac. lobus parietalis)
3 – płat potyliczny (łac. lobus occipitalis)
4 – płat skroniowy (łac. lobus temporalis)
5 – zakręt przyhipokampowy
(łac. gyrus parahippocampalis)
6 – płat limbiczny (łac. lobus limbicus)
7 – zakręt obręczy (łac. gyrus cinguli)

Układ limbiczny (inaczej układ rąbkowy, układ brzeżny) – układ struktur korowych i podkorowych mózgu, biorący udział w regulacji zachowań emocjonalnych oraz niektórych stanów emocjonalnych takich jak strach, zadowolenie, przyjemność, euforia, uniesienie (zob. fizjologia procesów emocjonalnych, układ nagrody). Jest istotny dla procesu zapamiętywania (zob. ośrodki pamięciowe) oraz motywacji danego osobnika (motywacja wewnętrzna). Wpływa na pewne czynności wegetatywne (zob. autonomiczny układ nerwowy). Pierwotnie był kojarzony wyłącznie ze zmysłem węchu.
Pojęcie „układ limbiczny” nie jest wyszczególniane we współczesnym mianownictwie anatomicznym. Jest pojęciem fizjologicznym, dotyczącym procesów przebiegających z udziałem wielu różnych struktur mózgu oraz innych części układu nerwowego i innych układów.
Za część struktury układu limbicznego jest uznawany jeden z płatów kresomózgowia (łac. telencephalon) – płat brzeżny (inaczej płat rąbkowy lub płat limbiczny, łac. lobus limbicus).

## Elementy anatomii
W skład układu limbicznego wchodzą różne struktury, różnych pięter mózgu. Nie ma ścisłych kryteriów pozwalających określić, które obszary mózgu należą do tego układu.

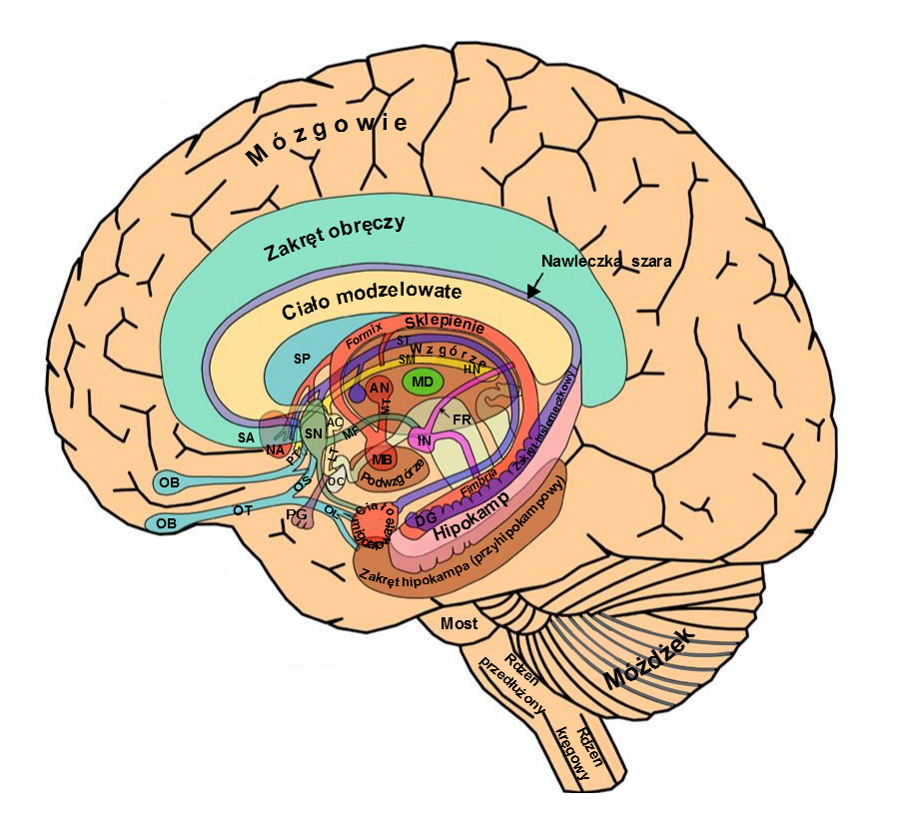
Układ limbiczny człowieka i okoliczne struktury Główne obszary:
- mózgowie (łac. encephalon)
- zakręt obręczy (łac. gyrus cinguli)
- nawleczka szara (łac. indusium griseum)
- ciało modzelowate (łac. corpus callosum)
- sklepienie (łac. fornix)
- wzgórze (łac. thalamus)
- podwzgórze (łac. hypothalamus)
- ciało migdałowate (łac. corpus amygdaloideum, amygdala)
- zakręt tasiemeczkowy (łac. gyrus fasciolaris)
- hipokamp (łac. hippocampus)
- zakręt przyhipokampowy (łac. gyrus parahippocampalis)
- most (łac. pons, pons Varoli)
- rdzeń przedłużony (łac. medulla oblongata)
- rdzeń kręgowy (łac. medulla spinalis)
- móżdżek (łac. cerebellum)

Zwykle wymienia się:
- węchomózgowie
- płat limbiczny
  - zakręt obręczy
  - zakręt przyhipokampowy
  - pole podspoidłowe
  - hipokamp
  - nawleczka szara
  - zakręt tasiemeczkowy
  - zakręt zębaty
- ciało migdałowate
- prążek krańcowy
- przegroda przezroczysta
- zakręt przykrańcowy
- jądro półleżące
- sklepienie
- wzgórze
  - jądra przednie wzgórza
  - jądro przyśrodkowe wzgórza
- podwzgórze
  - ciało suteczkowate
- śródmózgowie
  - jądro międzykonarowe

Według niektórych autorów do układu limbicznego należą również:
- zakręty oczodołowe
- brzuszna część prążkowia i gałki bladej
- pole brzuszne nakrywki
- istota szara okołowodociągowa

## Funkcje

Układ limbiczny odpowiada za prawidłowe funkcjonowanie w sferze emocjonalno-dążeniowej i poznawczej. Wspólnie z modulującą go korą nową wpływa na reakcje odruchowe i planowane zachowania (kształtowanie osobowości). Jako tzw. „układ szybkiego reagowania” uczestniczy np. w reakcjach pozwalających unikać zagrożenia życia i zdrowia, jest źródłem zachowań związanych ze zdobywaniem pokarmu lub z prokreacją

Układ limbiczny jest pojęciem fizjologicznym. Budowa anatomiczna mózgu człowieka nie uzasadnia odrębności struktur wchodzących w jego skład od innych jego obszarów, ani również nie pozwala na wyodrębnienie jego elementów. Stąd też postuluje się porzucenie tego terminu. Układ limbiczny został wyodrębniony wyłącznie na podstawie badań klinicznych. Początkowo przypisywano mu rolę w odbiorze i interpretacji wrażeń węchowych. W rezultacie dokładniejszych badań stało się jasne, że układ limbiczny pełni bardzo ważną funkcję w wyzwalaniu pewnych emocji oraz wpływa na zachowania popędowe. Większość jego struktur pełni wiele ról. Przykładowo zakręty oczodołowe pozwalają nie tylko na ocenę pokarmu na podstawie wyglądu, konsystencji czy zapachu, ale również na wyzwalanie uczucia strachu oraz agresji. Układ limbiczny wpływa również na popędy takie jak głód, pragnienie czy popęd seksualny. Uszkodzenie przyśrodkowej części ciała migdałowatego powoduje afagię (zaburzenie pobierania pokarmu). Układ limbiczny może być odpowiedzialny za pewne odmienne zachowania seksualne. Dzięki swoim licznym połączeniom z różnymi ośrodkami mózgu wpływa na wiele czynności wegetatywnych, w tym na ośrodki krążeniowe i oddechowe. Odbywa się to głównie za pośrednictwem podwzgórza, gdzie znajdują się liczne ośrodki wegetatywne, choć może oddziaływać na nie za pomocą bezpośrednich połączeń np. połączenia ciała migdałowatego z jądrem pasma samotnego i niektórymi jądrami nerwu błędnego. Układ limbiczny pełni pewną rolę w modyfikacji procesów sensorycznych na wczesnym etapie ich powstawania, poprzez oddziaływanie na obszary sensoryczne asocjacyjne oraz pierwotne.

## Połączenia układu limbicznego
Wyróżnia się dwa rodzaje połączeń:
- połączenia wewnętrzne
- połączenia zewnętrzne

### Połączenia wewnętrzne
Jest to przede wszystkim krąg Papeza.

### Połączenia zewnętrzne
Łączą one układ limbiczny z tworem siatkowym oraz międzymózgowiem. Połączenia te dają szereg możliwości oddziaływania na różnie ośrodki wegetatywne oraz na korę mózgu.